# Orachrysops brinkmani
Brinkman’s Blue (Orachrysops brinkmani) là một loài bướm ngày thuộc họ Bướm xanh. Loài này có ở Nam Phi, nơi Loài này có ở fynbos in the West Cape.
Sải cánh dài 24–38 mm đối với con đực và 28–39 mm đối với con cái. Con trưởng thành bay từ tháng 10 đến tháng 11.
Ấu trùng có thể ăn Indigofera declinata.